# Ийли
Ийли (на английски: Ely, МФА: [ˈiːli]) е град и окръжен център на окръг Уайт Пайн в щата Невада, САЩ. Населението наброява 4041 жители (2000 година). Ийлие с обща площ от 18,50 км² (7,10 мили²), изцяло суша.